# Beauvois-en-Cambrésis
Beauvois-en-Cambrésis is een gemeente in het Franse Noorderdepartement (Frans: département du Nord) (regio Hauts-de-France). De plaats maakt deel uit van het arrondissement Cambrai. Beauvois-en-Cambrésis telde op 1 januari 2022 1.948 inwoners.

## Geografie
De oppervlakte van Beauvois-en-Cambrésis bedroeg op 1 januari 2022 3,52 vierkante kilometer; de bevolkingsdichtheid was toen 553,4 inwoners per km².

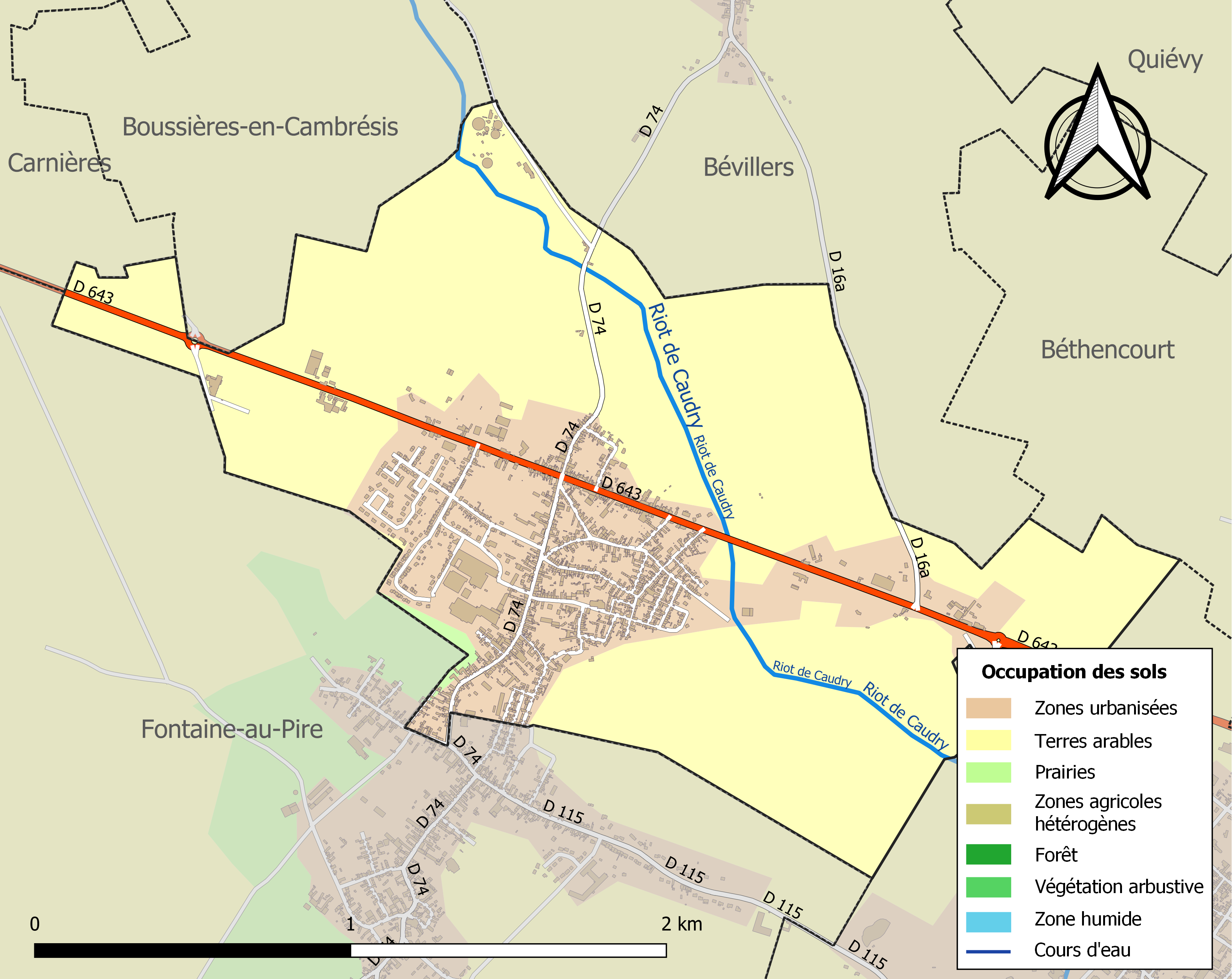
Kaart van de gemeente met belangrijkste infrastructuur, bodemgebruik en omliggende gemeenten

## Demografie
Onderstaande figuur toont het verloop van het inwonertal (bron: INSEE-tellingen).